# Dendropsophus limai
Dendropsophus limai é uma espécie de anfíbio da família Hylidae.
É endémica do Brasil.
Os seus habitats naturais são: florestas subtropicais ou tropicais húmidas de baixa altitude, marismas de água doce e marismas intermitentes de água doce.